# 朗勃岗日峰
朗勃岗日峰（Langbo Kangri或Langpo Kangri）是尼泊尔和中国西藏自治区的喜马拉雅山脉的一座山峰。

## 地点
这座山峰位于尼泊尔甘达基省和中国阿里地区之间，海拔6,648米（21,811英尺）。突出度为1,476米（4,843英尺） 。 
该山峰位于央然岗日峰（Ganesh I ）北偏东北12.17公里处，有一条山脊与其相连，缺口高度为1474米。再往北3.88公里处是帕舒沃山，海拔6,177米（20,266英尺） 。

## 登山历史
目前尚无攀登朗勃岗日峰的记录。